# Страшкевич, Вадим Вячеславович
Вадим Вячеславович Страшкевич (укр. Вадим В'ячеславович Страшкевич; род. 21 апреля 1994, Львов) — украинский футболист, полузащитник клуба «Горняк-Спорт»

## Клубная карьера
Начал обучение футболу в 2006 году в ДЮФК «Нива-Свитанок», но уже в следующем году перешёл в Львовское государственное училище физической культуры, где учился четыре года.
С лета 2011 года играл в составе львовских «Карпат», однако первые два сезона выступал исключительно в молодёжном первенстве. За основную команду дебютировал 2 августа 2013 года в гостевом матче против «Ильичёвца», выйдя на поле на 89 минуте вместо Олега Голодюка. Зимой 2016/17 покинул «Карпаты» по обоюдному согласию. За основную команду «зеленых львов» он провел 39 официальных матчей во всех турнирах и отличился 4 забитыми голами, а за молодежный состав Вадим сыграл 90 игр (9 голов).
В феврале 2017 подписал контракт с перволиговым ровенским «Вересом», однако играл за команду крайне редко и по окончании сезона перешел в «Полтаву». В 2018 году выступал в составе луцкой «Волыни» и в польской команде «Ресовия». В феврале 2019 стал игроком клуба «Минай». Вместе с командой из Закарпатья смог получить сначала серебряные награды Второй лиги, а через год золотые медали Первой лиги. В сентябре 2020 подписал контракт с черновицким футбольным клубом «Буковина», однако уже в феврале следующего года стал игроком клуба «Карпаты» (Галич).

## Выступления за сборные
В 2011 году провёл единственный матч за юношескую сборную Украины против сверстников из Израиля. В течение 2014—2016 годов вызывался в состав молодежной сборной Украины, участвовал в отборочных соревнованиях к чемпионату Европы. В футболке молодежной сборной провёл 7 официальных матчей и отметился 2 голами.

## Достижения
- Победитель Первой лиги Украины: 2019/20
- Серебряный призёр Первой лиги Украины: 2017/18 (1-я ч. с.)
- Бронзовый призёр Первой лиги Украины: 2016/17
- Серебряный призёр Второй лиги Украины: 2018/19